# Thalycra fervida
Thalycra fervida är en skalbaggsart som först beskrevs av Olivier 1790.  Thalycra fervida ingår i släktet Thalycra, och familjen glansbaggar. Arten är reproducerande i Sverige.